# Mis'kij Sportyvnyj Klub Dnipro Čerkasy
Il Mis'kyj Sportyvnyj Klub Dnipro Čerkasy (in ucraino Дніпро Черкаси?, traslitterazione anglosassone MSK Dnipro Cherkasy), è una società calcistica ucraina con sede nella città di Čerkasy.

## Storia
Fondato nel 1955, ha partecipato prevalentemente alla terza e quarta divisione sovietica fino al 1992, quando è passato alla Perša Liha, la seconda serie del neonato campionato ucraino. Ha sempre militato tra la seconda e la terza serie nazionale, vincendo per due volte nella sua storia il campionato di terza serie.
Nel corso della sua storia, il club si è più volte sciolto e successivamente rifondato, portando a diversi cambi di denominazione. La rifondazione più recente del club risale al 2018, quanto il consiglio comunale della città di Čerkasy ha ridato vita al club dopo nove anni di assenza.

## Cronistoria del nome
- 1955: Fondato come Dynamo Čerkasy
- 1956: Rinominato in Kolhospnyk Čerkasy
- 1967: Rinominato in Dnipro Čerkasy
- 1973: Rinominato in Hranyt Čerkasy
- 1975: Rinominato in Dnipro Čerkasy
- 1997: Rinominato in Čerkasy
- 2004: Rinominato in Dnipro Čerkasy

## Palmarès

### Competizioni nazionali
- Druha Liha: 3

1992-1993, 2005-2006, 2014-2015

### Altri piazzamenti
- Perša Liha:

Terzo posto: 1999-2000
- Druha Liha:

Terzo posto: 2004-2005